# Runge (motorfiets)
Runge is een historisch merk van motorfietsen.
Fahrzeugfabrik Harold Runge, Hannover (1923-1926).
Duits merk dat kleine aantallen 197 cc eencilinder zijkleppers bouwde, die ook als inbouwmotor (bijvoorbeeld aan het merk Freco) geleverd werden.